# Jalasmenos
Jalasmenos (en griego, Χαλασμένος) es un yacimiento arqueológico de Grecia ubicado en la isla de Creta, en la unidad periférica de Lasithi y en el municipio de Yerápetra, cerca del pueblo de Monastiraki. 
En este yacimiento arqueológico, situado en una colina de 230 m de altitud que domina la bahía de Yerápetra, se ha encontrado un asentamiento que fue habitado en una primera fase en el periodo minoico medio y una segunda en el minoico tardío IIIC. Se ha relacionado con otro asentamiento muy cercano, el de Katalímata. Algunos arqueólogos creen que Jalasmenos era un lugar habitado permanentemente y Katalímata debía ser un lugar temporal de refugio. Por otra parte, la cerámica del minoico tardío IIIC es similar a la de los asentamientos del área de Kavusi. 
Se divide en dos áreas principales, una más baja que la otra. Se han identificado un total de 27 edificios de este asentamiento, uno de los cuales era un santuario. Un tholos del minoico tardío IIIC fue hallado a unos 200 m al sur del asentamiento.  
Entre los hallazgos de este yacimiento hay huellas evidentes de la presencia o influencia micénica en este lugar, además del tholos, como pesas de telar, y otros elementos arquitectónicos. Se cree que se trataba de una comunidad mixta de micénicos y minoicos.